# Percé
Percé is een stad (ville) in Québec (Canada). Ze ligt op de punt van het schiereiland Gaspésie. Percé heeft een oppervlakte van 432,41 km² en telde in 2006 3.419 inwoners.
Het is een toeristisch plaatsje. Om Percé ligt het nationaal park de l'Île-Bonaventure-et-du-Rocher-Percé, dat bekend is door de mooie rotsformatie in zee. Naast Percé ligt het Bonaverture eiland, waar ontelbare zeevogels komen broeden.

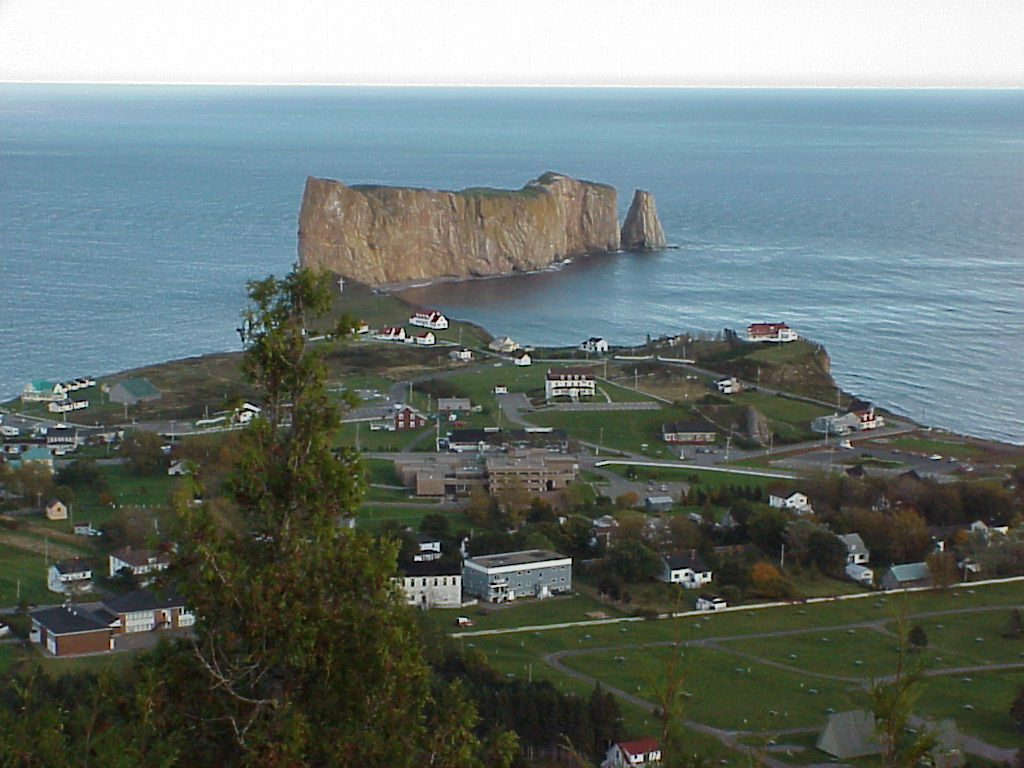
Percé